# Померанцев, Владимир Михайлович
Влади́мир Миха́йлович Помера́нцев (1907—1971) — русский советский писатель, редактор, журналист.

## Биография
Родился 9 (22) июля 1907 года в Иркутске в еврейской семье. В 1928 году окончил факультет права Иркутского университета, затем переехал на Волгу, где работал в суде. Оттуда ушёл в журналистику, работал в газете «Саратовский рабочий», редактором отдела газеты «Экономическая жизнь», специальным корреспондентом газеты «Социалистическое земледелие».
В годы Великой Отечественной войны служил в политотделе 31-й армии, затем работал в газете «Tägliche Rundschau», которая выходила в советской зоне оккупации Германии. Там появились и его первые публикации. В Германии тех лет происходит действие его первого романа «Дочь букиниста» (1951).
Статья Померанцева «Об искренности в литературе» (декабрь 1953), которую А. Т. Твардовский опубликовал в журнале «Новый мир», стала одним из самых значительных документов послесталинского времени; из-за неё вскоре Твардовского сняли с должности.
В 1959 году принят в члены Союза писателей.
Роман «Итога, собственно, нет…», написанный в 1970 и обличающий нравственное разрушение советского карьериста, вышел в свет только в 1988 году, в эпоху гласности.
Умер 26 марта 1971 года. Похоронен в Москве в колумбарии Нового Донского кладбища.

## Сочинения
- Дочь букиниста, 1951
- «Об искренности в литературе» // «Новый мир» № 12, 1953
- Зрелость пришла, 1957 (повесть)
- Первый поцелуй // «Москва» № 6, 1959
- Неумолимый нотариус, 1960 (сборник)
- Оборотень, 1961 (рассказ в журнале «Наука и религия» № 12, 1961)
- Неспешный разговор, 1965
- Чудодей, 1968
- Зрелость пришла, 1976 (сборник)
- Доктор Эшке // «Сельская жизнь» № 1, 1977 (роман-памфлет)
- Итога, собственно, нет… // «Октябрь» № 6, 1988 (роман)
- О мужестве творчества // «Литературная Россия» № 1, 1988
- Люся // «Октябрь» № 9, 1989

## Сценарии
- 1965 — «Авария»